# Accidente del Piper Navajo de Araracuara
El Accidente de Piper Navajo de Aracuara fue un accidente aéreo que tuvo el lugar a las 14:50 horas del 6 de septiembre de 2014. El avión siniestrado, un Piper PA-31 Navajo perteneciente a la empresa Laser Aéreo, había despegado de la ciudad de Araracuara, Caquetá. Su destino era el Aeropuerto Gustavo Artunduaga, situado en la localidad de Florencia, realizando un vuelo de transporte de pasajeros.
El siniestro se produjo por falla en sus motores, cuando súbitamente la aeronave se estrelló contra el suelo a las afueras de la localidad de Puerto Santander, Amazonas al despegar del aeropuerto de Araracuara. En el accidente fallecieron 8 pasajeros (1 menor de edad), el piloto y copilito de la empresa Laser Aéreo. La Aerocivil confrimó el accidente se produjo por falla en el motor En los días posteriores se encontraron restos de la aeronave siniestrada y los cadavéres de sus ocupantes de parte de la Fuerza Aérea Colombiana.